# Rest (film)
 For alternative betydninger, se Rest. (Se også artikler, som begynder med Rest)
|  | Denne artikel er oprettet af botten PalnaBot ud fra en ekstern database. Den kan derfor have sproglige fejl eller mangler. Denne skabelon kan fjernes efter kontrol af indholdet. |

Rest er en kortfilm instrueret af Michael Iversen efter eget manuskript.